# Yalung Kang
Yalung Kang (8505 m n.p.m.) jest drugim pod względem wysokości szczytem w masywie górskim Kanczendzonga, po głównym szczycie. Znany jest także jako zachodni szczyt. Pierwszy raz został zdobyty 14 maja 1973 roku przez Japończyków Yutaka Ageta i Takao Matsuda